# أصغر إحساسي
أصغر إحساسي (بالفارسية: اصغر احساسی) هو لاعب كرة سلة إيراني. مثّل منتخب بلاده. شارك في دورة الألعاب الأولمبية الصيفية سنة 1948.

## روابط خارجية
- أصغر إحساسي على موقع الاتحاد الدولي لكرة السلة (الإنجليزية)
- أصغر إحساسي على موقع سبورتس رفرنس (الإنجليزية)
- أصغر إحساسي على موقع أوليمبيديا (الإنجليزية)